# Lucas Pouille
Pour les articles homonymes, voir Pouille (homonymie).
Lucas Pouille, né le 23 février 1994 à Grande-Synthe, est un joueur de tennis français, professionnel depuis 2012.
Il remporte son premier titre en simple sur le circuit ATP au tournoi de Moselle 2016 puis il est lauréat de quatre autres tournois.
Il fait aussi partie de l'équipe de France victorieuse de la Coupe Davis 2017, remportant d'ailleurs le cinquième match décisif de la finale face au Belge Steve Darcis.

## Biographie

### Famille et enfance
Lucas Pouille est né le 23 février 1994 à Grande-Synthe dans le Nord d'un père français et d'une mère finlandaise, il a deux frères,. Durant sa carrière junior, il obtient son bac ES.
Sa mère Lena Stenlund est originaire de Närpes en Finlande, elle s'exprime en suédois comme 90 % de la population de la commune et 5 % des Finlandais. Durant son enfance, Lucas Pouille se rendait en Finlande deux fois par an. Ses parents se sont rencontrés au Royaume-Uni, son père Pascal travaillait sur le trajet France - Royaume-Uni pour la compagnie maritime Åland. La famille s'installe près de Dunkerque à Loon-Plage et communique au début en anglais ainsi qu'avec Lucas.
Jusqu'à dix-huit ans il ėtait également titulaire du passeport finlandais mais, ne souhaitant pas effectuer le service militaire obligatoire, il n'a pu conserver cette nationalité. Il a eu l'occasion de jouer à deux reprises contre le plus illustre joueur finlandais, Jarkko Nieminen, avant la retraite de celui-ci (défaite 4-6, 3-6 à Helsinki puis victoire 6-2, 7-5 à Paris).

### Vie personnelle
Lucas Pouille est en couple depuis l'âge de seize ans avec Clémence Bertrand, rencontrée à l'occasion d'un tournoi à Saint-Brieuc. Ils se marient le 8 septembre 2019 à Saint-Cloud.
Leur fille Rose naît le 20 janvier 2021.
En février 2015, il quitte Paris pour résider et s'entraîner à Dubaï. Fin 2020 il décide de revenir s’installer en France, à Rennes. En 2015, Il change d'équipementier, passant de Nike à Adidas, puis signe avec Le Coq sportif, début 2020. Il signe également avec Babolat pour ses raquettes.

## Style
Lucas Pouille se définit comme étant un « puncheur de fond de court » ayant un premier service rapide, plus à l'aise au fond du court qu'au filet. Son coup fort est en 2013 le coup droit, plus performant que son revers ou sa mise en jeu. Pour Arnaud Di Pasquale en 2014, Pouille a comme qualité principale sa frappe de balle des deux côtés et le considère comme étant un joueur concentré sur sa carrière. Il considère que ses points faibles sont ses aptitudes physiques ainsi que son aptitude à terminer les points au filet. Patrice Hagelauer, directeur technique national, le considère comme étant « très complet ». En 2016, Patrick Mouratoglou souligne également le caractère très complet de son jeu et sa capacité à bien jouer sous pression.
Préférant jouer sur dur, Pouille a Roger Federer comme modèle,. Qualifié de « dur au mal », il est à l'entraînement un « travailleur boulimique »,.
Les qualités mentales de Pouille sont citées en 2016 comme un point fort pour lui. Il fait ainsi partie en septembre 2016 des cinq meilleurs joueurs du monde du classement Under Pressure de l'ATP qui mesure les résultats des joueurs dans les moments-clé des matchs, classement repris dans le quotidien sportif L'Équipe,. Pouille a également démontré ces qualités en remportant son premier match à enjeu disputé en Coupe Davis.

## Carrière

### 2010 - 2015: Débuts sur le circuit et progression constante
Sa mère et ses frères Nicolas et Jonathan jouant au tennis, Lucas Pouille fait ses débuts au club de Loon-Plage. Entraîné d'abord par Christophe Zonnekynd, il est repéré à l'âge de huit ans et, trois ans après, intègre le programme d'entraînement de la fédération française en passant trois ans au pôle de Poitiers puis trois ans à l'INSEP. Champion de France des 13/14 ans en 2008, il commence sa carrière en professionnel en participant aux qualifications du Challenger de Saint-Brieuc en 2010. Il atteint également cette année-là le deuxième tour de Roland-Garros junior. En 2011, il est battu en quart de finale de l'Open d'Australie junior par Luke Saville qui le bat également au second tour du même tournoi l'année suivante. Ne pouvant disputer Roland-Garros junior en raison d'une blessure, il termine alors son parcours en junior à la 23e place. En 2012, il évolue surtout sur le circuit Future et remporte les tournois F13 et F14 de Mérida et atteint la finale à Båstad et à Sokobanja.
Pour sa première participation en Grand Chelem, il est battu au deuxième tour de qualification à l'Open d'Australie 2013 par Ruben Bemelmans. Il obtient une invitation pour jouer à Montpellier et à Marseille. Il est battu au premier tour par respectivement Viktor Troicki (7-6, 6-3) et Julien Benneteau (7-6, 6-3). Il atteint ensuite la finale au Future de Bạc Liêu et remporte celui de Hô Chi Minh. Il participe aux quarts de finale du Challenger de Samarcande, battu par Pere Riba. Il reçoit une wild card pour le tournoi de Roland-Garros. Il parvient au second tour en battant l'Américain Alex Kuznetsov (en) (6-1, 7-62, 6-2) pour son troisième match dans un tableau principal ATP. Il y affronte le Bulgare Grigor Dimitrov et est battu en 3 sets (6-1, 7-6, 6-1). Il bat ensuite en octobre un joueur membre du top 100, Evgeny Donskoy, lors d'un tournoi Challenger.
Lucas Pouille reçoit en décembre 2013 une invitation pour disputer le simple de l'Open d'Australie 2014. Pour préparer cette saison, il effectue notamment une semaine d'entraînement en Suisse avec Stanislas Wawrinka, membre du top 10 mondial. Le Français est battu en quatre sets au premier tour de l'Open d'Australie par Dušan Lajović. Après trois quarts de finale en Challenger en début de saison, il perd de nouveau à ce stade au Challenger de Cherbourg. Il atteint la 173e place mondiale au sortir de ce tournoi. Il est blessé aux abdominaux durant les mois de mars et avril.
Sorti victorieux des qualifications à l'Open de Nice, il perd d'entrée en trois sets face à Paul-Henri Mathieu.
À nouveau invité à Roland-Garros en 2014, Lucas Pouille est battu en trois sets par Juan Mónaco au premier tour.
Blessé au poignet, Lucas Pouille est absent des courts de juillet à septembre 2014, mais il signe son retour avec deux performances, une demi-finale au Challenger de Szczecin suivie la semaine suivante de sa première finale Challenger à Meknès perdue face à Kimmer Coppejans (6-4, 2-6, 2-6). Durant cette semaine, il bat notamment son deuxième top 100, l'Espagnol Pablo Carreño Busta, 63e au classement ATP.
Lucas Pouille intègre pour la première fois le tableau principal d'un Masters 1000 lors du Masters de Paris-Bercy après avoir battu Steve Johnson et Jarkko Nieminen en qualifications. Il passe le premier tour au bénéfice d'une victoire en deux sets 6-1, 6-4 sur le Croate Ivo Karlović, alors no 27 mondial, ce qu'il décrit comme « sa plus belle victoire »,. Il bat au tour suivant le no 20 mondial Fabio Fognini (7-65, 7-67), avant d'être éliminé par Roger Federer en huitièmes de finale (4-6, 4-6),. Au cours de ce tournoi, son entraîneur met en avant les progrès de Pouille dans son engagement et son placement, ce qui améliore son efficacité. Il termine l'année par une défaite contre Tobias Kamke en quart de finale du Challenger de Mouilleron-le-Captif.
Lucas Pouille est à nouveau invité à disputer le simple de l'Open d'Australie 2015. Commençant la tournée australienne par une élimination au premier tour des qualifications à Brisbane, il est ensuite battu par Jiří Veselý au dernier tour des qualifications à Auckland. Il bénéficie cependant du forfait de Tommy Robredo pour intégrer le tableau final comme lucky loser. Commençant son tournoi en huitièmes de finale, il atteint la demi-finale où il est battu par Adrian Mannarino (4-6, 6-3, 5-7), lui-même dominé en finale par Jiří Veselý. Ce tournoi lui permet d'atteindre son meilleur classement mondial, 117e. Affrontant Gaël Monfils au premier tour de l'Open d'Australie, il mène deux sets à zéro (7-63, 6-3) avant de s'incliner en cinq sets (6-4, 6-1, 6-4).
Peu après, il s'incline en huitièmes de finale de l'Open de Montpellier face à Richard Gasquet 3-6, 66-7. Il atteint les seizièmes de finale de l'Open de Dubaï et s'incline contre Simone Bolelli 3-6, 3-6. Durant cette période il dispute également trois tournois Challenger, à Bergame, Ra'anana et Saint-Brieuc, où il atteint respectivement les quarts, les seizièmes et les demi-finales. Au Masters 1000 de Monte-Carlo, où il bénéficie d'une invitation, il défait au premier tour Dominic Thiem sur le score de 6-4, 6-4. Au tour suivant, il s'incline logiquement contre Rafael Nadal 2-6, 1-6. Le 20 avril 2015, il entre pour la première fois dans le top 100 mondial, à la 98e place, un classement qui lui permet de valider sa place pour le tableau final du tournoi de Wimbledon. Il bénéficie d'une invitation pour Roland-Garros, tournoi où est officiellement annoncé une collaboration existante depuis plusieurs mois entre Pouille et Yannick Noah,. Pouille est battu au premier tour par Gilles Simon en quatre manches (6-3, 1-6, 2-6, 4-6). Après ce tournoi, Pouille quitte Nike et signe un contrat avec l'équipementier Adidas.
Lors du Tournoi de Wimbledon, il est dominé au premier tour par Kevin Anderson en quatre sets (2-6, 5-7, 6-3, 3-6). Le 27 juillet 2015, il atteint la 85e place mondiale, son meilleur classement jusqu'ici. Sur la terre battue du tournoi de Hambourg, il se qualifie pour le tableau principal. Au premier tour, il gagne face à un autre qualifié, Íñigo Cervantes en deux sets, puis au deuxième tour il bat un expérimenté Juan Mónaco, 6-1, 7-5. En quart de finale, il affronte un autre Français Benoît Paire, tombeur de la tête de série no 2 la veille, gagnant malgré tout facilement 6-3, 6-2 en moins d'une heure de jeu et se qualifiant pour sa première demi-finale de sa carrière dans un tournoi d'importance. Il y est dominé 2-6, 62-7 par l'Italien Fabio Fognini. Cette performance lui permet d'atteindre la 64e place mondiale. Après s'être incliné contre le 435e joueur mondiale, Bangoura, en qualification de Winston-Salem, il perd contre Evgeny Donskoy en quatre sets au premier tour de l'US Open. Il est ensuite quart de finaliste à Saint-Pétersbourg. Après trois défaites d'affilée lors de tournois chinois, il est à nouveau quart de finaliste en Russie, cette fois à Moscou. Invité au Masters de Paris-Bercy, il est battu au premier tour par Jérémy Chardy. Pouille termine sa saison par le Challenger de Mouilleron-le-Captif. Il en atteint la finale, battu par Benoît Paire à l'issue du tie-break de la troisième manche d'un match houleux où il obtient une balle de titre. 77e joueur mondial après ce tournoi, cette saison marque pour lui une progression au niveau mondial et le meilleur résultat de sa carrière à Hambourg.

### 2016. Premiers quarts de finale en Grand Chelem à Wimbledon et à l'US Open,1ertitre ATP et intégration du top 20
En décembre 2015, Pouille recrute dans son encadrement technique un préparateur physique, Pascal Valentini. Pouille commence sa saison par le tournoi de Brisbane dont il évite les qualifications en raison du forfait de Sam Querrey. Au deuxième tour, Pouille domine le seizième joueur mondial David Goffin en trois sets. Cette victoire est la première de Pouille contre un joueur ayant un tel classement. Pouille est ensuite battu par le futur vainqueur du tournoi Milos Raonic, quatorzième joueur mondial, qui le bat à nouveau au premier tour de l'Open d'Australie. Pouille profite cependant de ce tournoi pour obtenir son meilleur résultat en Grand Chelem, en parvenant en demi-finale du double associé à Adrian Mannarino ; ils sont battus par la paire Jamie Murray/Bruno Soares.
Début février, les objectifs annoncés de Lucas Pouille pour la saison 2016 sont l'entrée dans le top 50, puis le top 30, et un premier titre sur le circuit principal. S'il s'incline au premier tour d'Indian Wells face à Borna Ćorić, il brille lors du tournoi de Miami, où il se qualifie en huitième de finale grâce à des victoires sur deux têtes de série, les Espagnols Guillermo García-López (no 32) (6-2, 6-4), et David Ferrer (no 8) (61-7, 7-64, 7-5) au terme d'un match éprouvant de 2 h 45 avec beaucoup de fautes directes. Il remporte à cette occasion sa toute première victoire contre un des dix premiers du classement mondial. Cette performance reste sans lendemain puisqu'il s'écroule au tour suivant face à son compatriote Gilles Simon, sur le score de 6-0, 6-1 en moins d'une heure.
Sa saison sur terre battue commence au Masters de Monte-Carlo, en tant qu'invité, où il affronte consécutivement trois Français. Après avoir dominé au premier tour Nicolas Mahut, 48e mondial, 7-61, 6-3, il bat le deuxième top 10 de sa carrière, Richard Gasquet, 10e mondial et tête de série no 9 (4-6, 7-5, 6-1). Ainsi qualifié pour la deuxième fois consécutive en huitième de finale d'un Masters 1000, il affronte Jo-Wilfried Tsonga, 9e mondial et tête de série no 8. Il s'incline sur le score de 6-4, 6-4. Il poursuit sa bonne lancée sur terre battue au tournoi ATP 250 de Bucarest. Après avoir battu le Serbe Dušan Lajović au premier tour (6-3, 6-4), il élimine sur le même score la tête de série no 2 du tournoi, Ivo Karlović. Il ensuite atteint les demi-finales en sortant la tête de série no 7, l'Italien Paolo Lorenzi, en trois sets (4-6, 6-4, 7-5), puis il bat un autre terrien, l'Argentin Federico Delbonis tête de série no 3, (7-64, 6-3) en 1 h 40, se qualifiant ainsi pour la première finale de sa carrière. À cause des conditions météorologiques difficiles, la finale est jouée le lundi. Il s'y incline contre Fernando Verdasco (6-3, 6-2) en 1 h 15.
Qualifié pour le tableau principal du tournoi de Madrid, Lucas Pouille fait encore parler de lui en éliminant au premier tour le 13e mondial, David Goffin, sur le score de 7-64, 2-6, 7-67, après avoir sauvé 4 balles de match. Il chute néanmoins au tour suivant, contre l'Américain Sam Querrey, 37e mondial (7-65, 3-6, 4-6). Profitant du forfait de Jo-Wilfried Tsonga, il est repêché à Rome pour le tableau principal du tournoi, alors qu'il avait été battu en deux sets lors des qualifications, par le Kazakh Mikhail Kukushkin. Son compatriote étant la tête de série n°7, il est exempté de premier tour et retrouve au deuxième le Letton Ernests Gulbis, 84e mondial, qu'il bat au cours d'un match au mental. En effet, alors qu'il était alors mené 3-6, 2-4, il remonte, s’adjugeant finalement la victoire sur le score de 3-6, 6-4, 7-5. Il déclare que cette victoire lui permet d'emmagasiner plus de confiance pour la suite. Au tour suivant, il bat David Ferrer, no 9 mondial, 6-4, 6-1 en tout juste une heure. Il s'agit alors de la troisième victoire du Français sur un membre du top 10 mondial, la troisième en moins de deux mois. Il doit affronter en quart de finale l'Argentin Juan Mónaco, qui finalement déclare forfait, touché à la hanche gauche, ce qui permet à Pouille de se qualifier sans jouer pour sa première demi-finale d'un Masters 1000. Il y affronte Andy Murray, futur vainqueur du tournoi, qui le bat (2-6, 1-6) en moins d'une heure. Ces résultats lui permettent de faire son entrée pour la première fois dans le top 50, passant de la 52e à la 31e place mondiale.
Après un Roland-Garros où il perd au deuxième tour contre un joueur repêché alors qu'il était tête de série pour la première fois dans un tournoi du Grand Chelem, il arrive à Wimbledon sans grands repères sur gazon. Il se défait au premier tour du qualifié Marius Copil en quatre manches, avant de battre l'Américain Donald Young en trois sets et, au troisième tour, l'Argentin Juan Martín del Potro, tombeur de Stanislas Wawrinka au tour précédent, contre qui il s'impose en quatre manches (64-7, 7-66, 7-5, 6-1), se qualifiant ainsi pour son premier huitième de finale en Grand Chelem,. Bien que blessé au pied droit au début de la deuxième manche, il sort vainqueur d'un match en cinq sets face à l'Australien Bernard Tomic (6-4, 4-6, 3-6, 6-4, 10-8) atteignant pour la première fois de sa carrière les quarts de finale d'un tournoi du Grand Chelem,,. Son parcours s'arrête contre le no 9 mondial Tomáš Berdych, en presque deux heures de jeu et un premier set serré (64-7, 3-6, 2-6).
Pour la première fois de sa carrière, il est appelé par Yannick Noah pour disputer le quart de finale de Coupe Davis contre la République tchèque, au même titre que Jo-Wilfried Tsonga, Pierre-Hugues Herbert et Nicolas Mahut. Il remporte le deuxième simple en 3 manches (7-62, 6-4, 7-5) face à Jiří Veselý et permet à la France d'égaliser à 1 partout.
À l'US Open, il bat Mikhail Kukushkin en quatre manches puis le qualifié Marco Chiudinelli après être passé à deux points de la défaite en un peu plus de trois heures et remporte son premier match après avoir été mené deux manches à rien. Mené deux sets à un contre l'Espagnol Roberto Bautista-Agut 17e mondial, il s'impose en cinq sets (3-6, 7-5, 2-6, 7-5, 6-1) en plus de trois heures de jeu et se qualifie pour son premier huitième de finale à Flushing Meadows. Il poursuit son parcours en s'imposant face à Rafael Nadal alors 5e mondial en huitième de finale, toujours en 5 sets (6-1, 2-6, 6-4, 3-6, 7-66) en un peu plus de quatre heures, s'offrant une « victoire de légende » dans sa carrière,. Il devient ainsi le premier Français à pousser Nadal au cinquième set et à s'y imposer. Visiblement émoussé, il s'incline en quarts de finale face à Gaël Monfils en trois sets (4-6, 3-6, 3-6).
C'est en tant que tête de série no 3 que Lucas Pouille aborde l'Open de Moselle. Il bat Pierre-Hugues Herbert après avoir manqué une balle de match au tie-break du 2e set (6-4, 66-7, 6-4) puis encore en trois manches et encore contre un Français, il passe les quarts de finale face à Julien Benneteau (7-62, 4-6, 6-3) non sans peine. Il bat ensuite David Goffin 14e mondial, en demi-finale (7-66, 6-1) et s'impose en finale face à Dominic Thiem (7-65, 6-2) alors 10e mondial avec deux matchs plein d'autorité. Décrochant ainsi son premier titre sur le circuit, améliorant son classement ATP avec une 16e place mondiale et confirmant tous ses mois d'effort.
Au Masters de Shanghai, il passe les Espagnols Fernando Verdasco et Nicolás Almagro en deux sets, avant de chuter (1-6, 3-6), contre Andy Murray. Et enfin pour son dernier tournoi de l'année où il a encore une chance infime d'être qualifié pour le Masters, il perd brutalement (3-6, 0-6) au Masters de Paris-Bercy à nouveau contre Murray. Terminant sa saison à la 15e place mondiale, et étant le troisième meilleur Français. Il est élu « Joueur s'étant le plus amélioré » au ATP World Tour Awards 2016.

### 2017: Victoire en Coupe Davis, 3 titres ATP dont un1eren ATP 500 à Vienne, mais déceptions en Grand Chelem
Il commence sa saison avec une victoire sur Gilles Simon en deux tie-breaks au premier tour du tournoi de Brisbane, mais il s'incline au deuxième tour sur abandon face au Britannique Kyle Edmund (3-6, 1-3 ab.). Insuffisamment remis d'une entorse des ligaments du gros orteil droit contractée contre Edmund, il perd d'entrée à l'Open d'Australie contre le qualifié Alexander Bublik (0-6, 6-3, 3-6, 4-6),. À l'Open 13 Provence, il remporte les premiers tours contre Aljaž Bedene et Daniil Medvedev. En demi-finale, il bat Richard Gasquet (7-5, 6-3) et s'incline en finale face à Jo-Wilfried Tsonga (4-6, 4-6).
Sur terre battue au Masters de Monte-Carlo, il domine successivement Ryan Harrison, Paolo Lorenzi puis Adrian Mannarino, ce dernier sur abandon. Il bat ensuite l'Uruguayen Pablo Cuevas tombeur de Wawrinka plus tôt, (6-0, 3-6, 7-5) alors que son adversaire a servi à 4-5 pour le match,. Il s'incline en 2 h 15 (3-6, 7-5, 1-6) contre la surprise du tournoi, l'Espagnol Albert Ramos-Viñolas et se disant déçu de son match notamment au service.
Il remporte le deuxième titre de sa carrière à Budapest en éliminant successivement Jiří Veselý, Martin Kližan, Paolo Lorenzi et Aljaž Bedene en finale (6-3, 6-1), dans un tournoi où, tête de série no 1, il ne perd qu'un set. Après des contre-performances, à Madrid et Rome, Pouille arrive à Roland-Garros avec beaucoup d'espoirs. Il affronte et bat à nouveau comme l'année précédente, Julien Benneteau (7-66, 3-6, 4-6, 6-3, 6-4) mais bien plus difficilement, passant non loin de la défaite, submergé par la pression durant les trois premières manches. Puis il passe avec quelques difficultés dans le premier set, le Brésilien Thomaz Bellucci (7-65, 6-1, 6-2), mais tombe au troisième tour contre l'Espagnol Albert Ramos-Viñolas, (2-6, 6-3, 7-5, 2-6, 1-6) alors qu'il menait deux sets à un. Cette défaite est une déception pour le Français qui avait des crampes en plein match.
Pour la saison sur gazon, il participe au tournoi ATP 250 de Stuttgart où il écarte d'abord une balle de match d'entrée face à Jan-Lennard Struff (4-6, 7-65, 7-68), puis bat Philipp Kohlschreiber (6-4, 2-6, 6-3) et un compatriote, Benoît Paire (7-65, 7-5) pour rallier la finale. Pouille s'impose face à un spécialiste de la surface, l'Espagnol Feliciano López (4-6, 7-65, 6-4), remportant son premier titre sur gazon en carrière après 2 h 05 de combat. La semaine suivante, à Halle, il bat à nouveau Jan-Lennard Struff au 1er tour mais plus facilement, avant de s'incliner (7-66, 4-6, 3-6) contre le local et tenant du titre, Florian Mayer. Pour la défense de son quart de finale à Wimbledon, il passe au forceps Malek Jaziri (65-7, 6-4, 6-4, 7-62) mais s'incline contre le Polonais Jerzy Janowicz, (64-7, 65-7, 6-3, 1-6) en passant à côté de la quatrième manche et faisant trop de fautes directes.
Lucas Pouille, de retour sur dur, déçoit à nouveau au Masters du Canada en perdant (65-7, 68-7) dès le 1er tour face au local Jared Donaldson. Il déclare ensuite forfait pour le Masters de Cincinnati en raison d'une douleur au genou, ce qui n'est pas rassurant à l'approche de l'US Open avec son quart de finale à défendre. Lors de l'US Open, il ne parvient pas à défendre son quart de finale de l'année précédente en s'inclinant en huitièmes de finale (après des victoires en cinq manches contre Jared Donaldson et quatre face à Mikhail Kukushkin), en quatre sets contre l'Argentin Diego Schwartzman (63-7, 5-7, 6-2, 2-6) après 2 h 34 de jeu. Loupant une occasion d'aller loin dans une partie de tableau ouverte après les forfaits et défaites surprise des principaux têtes de séries, après un bon cru en 2016, Pouille a déçu cette saison en Grand Chelem.
Lucas est sélectionné pour la demi-finale de Coupe Davis en jouant contre la Serbie. Privée de ses meilleurs joueurs, Pouille affronte finalement Dušan Lajović pour le premier match. Il s'incline en trois heures de jeu (1-6, 6-3, 67-7, 65-7) face au 80e mondial, commençant mal la rencontre, la France étant alors menée 0-1.
Il perd au premier tour à l'Open de Moselle où il était tenant du titre, face à Marius Copil (86e mondial) en 2 sets (64-7, 66-7). À Pékin, il passe tout près de l'exploit face au no 1 mondial, Rafael Nadal, perdant (6-4, 65-7, 5-7), malgré deux balles de match.
En indoor à l'ATP 500 de Vienne, Pouille passe facilement Sebastian Ofner, puis le qualifié Guillermo García-López en deux sets, avant de battre son compatriote Richard Gasquet, (7-65, 6-1) en quart de finale. Il s'invite en finale après un match accroché contre Kyle Edmund (67-7, 6-4, 6-3). Sur la dernière marche, il profite de la fatigue de son adversaire, son compatriote Jo-Wilfried Tsonga (6-1, 6-4), pour remporter pour la première fois un ATP 500 et gagner son titre le plus important. Juste après au Masters de Paris-Bercy, il s'incline en 1/8 de finale contre le futur vainqueur du tournoi, l'Américain Jack Sock (66-7, 3-6).
Il est sélectionné pour la finale de la Coupe Davis contre les Belges. Il perd le premier simple (5-7, 3-6, 1-6) contre le no 1 Belge et no 7 mondial, David Goffin. Il permet à la France de remporter la Coupe Davis grâce à sa victoire facile du cinquième match face à Steve Darcis (6-3, 6-1, 6-0). Remportant pour la 1re fois de sa carrière cette épreuve, devenant champion du monde mais sans avoir réellement convaincu.

### 2018:5etitreATP, intégration succincte dans le top 10 et déception dans les tournois majeurs
Lucas Pouille commence sa saison 2018 sans tournois de préparation, disputant seulement le tournoi exhibition à Melbourne Tie Break Tens où chaque match se dispute en 10 points gagnants. Ce format court ne lui permet pas d'aller loin, s'inclinant au 1er tour contre Rafael Nadal (1-10). À l'Open d'Australie, le Français déçoit de nouveau en perdant au 1er tour comme les autres années, contre le Belge Ruben Bemelmans (4-6, 4-6, 7-64, 66-7).
Le 11 février, Pouille remporte le 5e titre de sa carrière en gagnant pour la première fois l'Open Sud de France (7-62, 6-4) face à son compatriote Richard Gasquet en 1 h 27 de jeu. Après avoir battu ses autres compatriotes, Benoît Paire (6-1, 6-4) et profitant de l'abandon de Jo-Wilfried Tsonga (1-6, 5-5 ab.) alors que Tsonga avait servi pour le match à 4-5 et eu deux balles de match,. Il n'enchaîne pas en se faisant sortir dès le 1er tour à Rotterdam par Andrey Rublev (5-7, 4-6). Puis à nouveau en France à l'Open 13 Provence, il se qualifie pour les demi-finales en passant son compatriote Pierre-Hugues Herbert (3-6, 7-66, 6-4) et Filip Krajinović (7-65, 3-6, 6-4). En demi-finale, il se défait avec difficulté de la surprise Biélorusse Ilya Ivashka (6-3, 7-66) et rejoint pour la 2e année d'affilée la finale de l'Open 13 contre l'inattendu Russe Karen Khachanov. Il perd cependant en 3 sets (5-7, 6-3, 5-7) après un match plutôt décousu (13 aces pour 4 doubles fautes et seulement 60 % de 1er service). Arrivé au tournoi de Dubaï deux jours plus tard, il élimine l'ancien top 10, le Letton Ernests Gulbis, en 2 sets bien maîtrisés (6-4, 6-4). Il prend en ensuite sa revanche sur Khachanov (6-4, 3-6, 6-3) et se qualifie une nouvelle fois en finale pour la 3e fois en presque un mois en battant Yuichi Sugita (3-6, 6-3, 6-2) puis le Serbe Filip Krajinović qui avait atteint la finale du Masters 1000 Paris Bercy en novembre dernier (6-3, 64-7, 7-65) dans un match où il sert pour le match à 6-3, 5-4 dans le deuxième set. Il chute néanmoins en finale face à Roberto Bautista-Agut (3-6, 4-6), dans un match où il commet trop de fautes directes et n'est pas assez performant au service (61 % de points gagnés au premier service). Alors qu'il pouvait espérer rentrer dans le top 10 pour la première fois en cas de victoire, il atteint tout de même son meilleur classement en carrière avec une 12e place mondiale.
En mars, il participe au Masters 1000 d'Indian Wells. Il s'incline dès son entrée en lice en 2 sets (4-6, 4-6) face à l'Indien Yuki Bhambri (110e), issu des qualifications. Malgré sa défaite dès son entrée en lice et à la suite du forfait du finaliste l'année précédente Stanislas Wawrinka et à la défaite de Sam Querrey en quarts de finale, il atteint le top 10 pour la première fois de sa carrière, à l'issue du tournoi. Après sa défaite à Indian Wells, Lucas Pouille se retire du Masters 1000 de Miami pour s’entraîner spécifiquement sur la terre battue et ressort du top 10 seulement une semaine après l'avoir atteint.
En avril, il remporte ses deux matchs de simple en 1/4 de finale de la Coupe Davis face à Andreas Seppi (6-3, 6-2, 4-6, 3-6, 6-1) dans une rencontre décousue et surtout Fabio Fognini (2-6, 6-1, 7-63, 6-3). Qualifiant du même coup la France pour les demi-finales après trois heures de jeu. Après il participe au Masters 1000 de Monte-Carlo. Il s'incline dès son entrée en lice en 3 sets (6-2, 1-6, 63-7,) face à l'Allemand Mischa Zverev (55e). Une semaine après, il perd à nouveau en s'inclinant dès son premier match face à l'Australien John Millman (6-3, 6-4) au tournoi de Budapest. À Roland-Garros après des débuts honnêtes, il s'incline (3-6, 5-7, 3-6) sèchement face à Karen Khachanov sur deux jours.
Tenant du titre à Stuttgart, il tombe en demi-finale face à Milos Raonic (4-6, 63-7). Après des enchaînements de contre performances dans les tournois, il bat au 1er tour Andy Murray (6-1, 1-6, 6-4) de retour de blessure au Masters de Cincinnati, mais ne confirme pas en s'inclinant au tour d'après face à Leonardo Mayer. Enfin à l'US Open, Pouille se fait stopper au 3e tour par João Sousa en quatre manches. Confirmant ses problèmes dans les tournois d'importance pour franchir des paliers, et ne parvenant à aucune deuxième semaine de Grand Chelem en 2018.
Le 6 décembre 2018, quelque temps après avoir perdu la dernière véritable finale de Coupe Davis avec la France, il annonce qu'Amélie Mauresmo sera sa nouvelle coach pour l'année 2019.

### 2019. Collaboration avec Amélie Mauresmo, demi-finale en simple à Melbourne
En 2019, il dispute sa première demi-finale en Grand Chelem à l’Open d’Australie.
Lucas Pouille commence sa saison 2019 à Perth pour disputer la Hopman Cup en représentant la France avec Alizé Cornet. Il perd ses 3 simples face à Matthew Ebden (6-3, 65-7, 2-6), Alexander Zverev (3-6, 7-68, 6-2) et Ferrer (4-6, 7-65, 62-7). Pouille et Cornet perdront leurs 3 rencontres tout en ayant gagné tous les doubles disputés. Lucas Pouille entame sa saison ATP à Sydney où il est stoppé d'entrée par Andrey Rublev (2-6, 3-6). Arrivé à Melbourne sans aucune victoire en simple, il effectue une très bonne première semaine avec trois victoires : Mikhail Kukushkin (6-1, 7-5, 6-4) au 1er tour, Maximilian Marterer (7-68, 7-68, 5-7, 6-4) au 2e tour et une victoire en 5 sets face au jeune Australien Alexei Popyrin (7-63, 6-3, 610-7, 4-6, 6-3) au 3e tour, non sans avoir eu une balle de match au tie-break du 3e set. Auteur d'un match solide soldé par une victoire face à Borna Ćorić (64-7, 6-4, 7-5, 7-62) en huitième, le voilà en quart de finale d'un grand Chelem pour la troisième fois de sa carrière, la première en Australie. C'est à ce stade qu'il retrouve Milos Raonic, tombeur d'Alexander Zverev, que Pouille domine en 4 sets (7-64, 6-3, 62-7, 6-4). Il rallie sa première demi-finale en Grand Chelem où il est battu en 1 h 23 par Novak Djokovic (0-6, 2-6, 2-6). Après trois mois sans victoire et afin de se relancer, il s'inscrit en mai au challenger de Bordeaux qu'il remporte.
À Roland-Garros, il est tête de série numéro 22 mais est éliminé au deuxième tour par le Slovaque Martin Kližan, au terme d'un match marathon qui se déroule sur deux jours et où il perd 7-9 au cinquième set.
Il commence sa saison sur gazon à Stuttgart où il élimine Feliciano López (6-3, 3-6, 7-67) et Daniil Medvedev (7-66, 4-6, 6-2) avant de perdre face à l'Allemand Jan-Lennard Struff (4-6, 4-6). Au tournoi du Queen's, il bat au premier tour le Britannique Jay Clarke mais Daniil Medvedev prend sa revanche de la semaine précédente au match suivant (7-6, 6-7, 6-4). Ensuite vient le tournoi de Wimbledon où il montre un très bon niveau de jeu, battant au premier tour son compatriote Richard Gasquet (6-1, 6-4, 7-6) et au second tour son compatriote Grégoire Barrère (6-1, 7-6, 6-4). Il est ensuite stoppé par le numéro 3 mondial Roger Federer (7-5, 6-2, 7-6).

### 2020. Forfait à Melbourne puis retour manqué au Challenger d'Indian Wells
Toujours blessé au coude droit, Lucas Pouille est contraint de renoncer à l'Open d'Australie où il doit défendre une demi-finale. Il retarde son retour (initialement prévu au tournoi de Marseille) au mois de mars, au Challenger d'Indian Wells. Retombé au 58e rang mondial, il chute d'entrée en deux manches, face à l'Américain Noah Rubin.
En juillet, après des mois de douleur au coude droit et après avoir tenté tous les autres traitements disponibles, Lucas Pouille décide de subir une opération. Cette dernière est un succès, mais met un terme à sa saison.

### 2021: chemin du retour, sortie du top 100
Pouille revient sur le circuit en janvier à l'Open de Quimper, où il est tête de série no 1 mais s'incline au premier tour (6-4, 5-7, 6-4) face au futur finaliste Filip Horanský. Tête de série no 2, il s'incline au deuxième tour la semaine suivante à l'Open de Quimper II face à Tobias Kamke (6-2, 63-7, 6-2) après avoir dominé Yannick Maden (7-5, 4-6, 6-2). Il ne participe pas à l'Open d’Australie, sur les conseils de son équipe, afin de poursuivre sa préparation.
Les semaines qui suivent restent délicates avec une défaite au premier tour à Montpellier (face à Benjamin Bonzi, (7-66, 6-2), une au deuxième tour au Challenger de Biella face à Illya Marchenko (6-4, 6-3) alors qu’il était tête de série no 1. À Marseille, il échoue au second tour face au nouveau numéro 5 mondial, Stéfanos Tsitsipás (6-2, 6-3).
Après une défaite accrochée au premier tour à Marbella sur terre battue face à Ričardas Berankis (6-4, 65-7, 7-5), les choses s’améliorent pour Pouille lors du Masters 1000 de Monte-Carlo où il décroche sa première victoire face à un joueur du top 100 depuis Tokyo 2019 face au 48e mondial Guido Pella (6-3, 6-4). Dans la foulée, il s’impose face à Alexei Popyrin (7-5, 2-6, 6-3). Malheureusement, sa série est interrompue par une blessure lors de sa défaite au troisième tour face à Alejandro Davidovich Fokina (6-2, 7-6). Après un mois de repos forcé, il s'incline d’entrée lors du deuxième tournoi de Belgrade face à Fernando Verdasco (7-5, 6-2) ainsi qu’à Roland-Garros contre Pablo Cuevas (6-3, 6-1, 6-1).
Pouille perd dès le premier tour des qualifications aux tournois sur gazon de Stuttgart et du Queen’s. Il parvient à se qualifier à Majorque mais s'incline en trois sets face à Karen Khachanov (7-67, 3-6, 6-4). À Wimbledon, il s'incline en 3 sets face à Cameron Norrie (66-7, 7-5, 6-2, 7-5). De retour sur terre battue, il s'incline au premier tour à Hambourg face à Dušan Lajović (6-4, 6-4) puis à Umag face au futur vainqueur, Carlos Alcaraz (3-6, 6-2, 6-2). À Kitzbühel, il est battu d’entrée face au futur finaliste Pedro Martínez (6-3, 64-7, 6-4).
Sur le dur américain, Pouille sort des qualifications à Winston Salem, s'impose au premier tour face à Feliciano López (6-1, 6-4) avant d'être éliminé par Daniel Evans (3-6, 6-4, 6-1). À l'US Open, il s'incline au premier tour en cinq sets face à Albert Ramos-Viñolas (6-1, 5-7, 5-7, 7-5, 6-4).
Il repart ensuite sur le circuit Challenger et dispute la finale à Cassis, battu par Benjamin Bonzi (7-64, 6-4), et les quarts de finale à Rennes, dominé par Arthur Rinderknech (6-3, 7-6). Sur le circuit ATP, il s'incline au deuxième tour à Metz face au futur vainqueur Hubert Hurkacz (6-2, 6-3). Avant le Masters 1000 de Bercy, Pouille dispute deux Challengers sans réussir à enchaîner avec une défaite au deuxième tour à Orléans face à Richard Gasquet (3-6, 7-65, 6-3) et une au premier tour à Mouilleron-le-Captif face à Elias Ymer (6-2, 7-6) qu'il venait de battre à Orléans (6-3, 3-6, 6-1). Pouille dispute le dernier match de sa saison à Paris au Masters 1000 au premier tour des qualifications, battu par Lorenzo Musetti (4-6, 6-4, 6-1).

### 2022: Dépression & blessures
Il n'obtient que peu de résultats cette année, hormis une victoire face au 26e mondial Karen Khachanov à Madrid et un quart de finale à Marseille où il prend un set 6-1 au no 7 mondial Andrey Rublev. Il perd aux premiers tours de l'Open d'Australie et Roland-Garros où il est entré sur invitations. Sur le circuit secondaire, il atteint une finale en double à Prague. Sa saison s'arrête en juin à cause de blessures et finit l'année à la 384e place.
Dans une interview, il explique son besoin d'arrêter le tennis à la suite d'une dépression nerveuse. Il revient sur les tournois en fin d'année 2022.

### 2023: Retour sur le terrain et qualification à Roland-Garros
Il s'engage en compétition à partir de janvier 2023 sur le Challenger Tour avec comme objectif de retrouver un classement lui permettant de participer aux Jeux olympiques de 2024 à Paris,. Bien qu'il rencontre des difficultés sur le circuit secondaire, avec au mieux un quart de finale à Quimper et de nombreux forfaits, il peut utiliser un classement protégé en raison de sa longue absence entre juin 2022 et janvier 2023, ce qui lui permet de participer aux qualifications de Roland Garros.
Porté par le public du court no 14, Pouille élimine le Tchèque Tomáš Macháč (7-5, 6-3) alors qu'il était mené 5-3 dans le premier set, il renverse ensuite le jeune Tseng Chun-hsin pourtant qualifié au NextGen ATP Finals l'année précédente (5-7, 6-3, 6-0). Il défait ensuite l'Autrichien Jurij Rodionov en trois manches (1-6, 7-5, 6-0) et obtient une place pour son premier tableau principal de Grand Chelem depuis un an. Qualifié, Il retrouve l'Autrichien Jurij Rodionov, entré dans le tableau principal en tant que lucky loser au premier tour à Roland Garros. Une nouvelle fois sur le court no 14, où il a joué tous ses matches de qualifications, Pouille triomphe de Rodionov en trois manches (6-2, 6-4, 6-3) et remporte son premier match en Grand Chelem depuis l'US Open 2019. Il  défie au second tour le Britannique Cameron Norrie, tête de série numéro 13, match qu'il perd (1-6, 3-6, 3-6).
Il reçoit une wild card pour le Challenger de Lyon, sur terre battue, où il renverse au premier tour le Dominicain Nick Hardt (63-7, 6-4, 6-4) après pourtant avoir été breaké dans le deuxième et troisième set. Il affronte son compatriote Benoît Paire au deuxième tour. Alors qu'il menait d'un set, et qu'il avait une large avance dans le tie break de la deuxième manche, Pouille rate 5 balles de match d'affiliée, perdant le deuxième set, puis le match (6-3, 6-7, 2-6).
Sa qualification à Roland-Garros et son parcours à Lyon lui permettent de remonter à la 380e place mondiale alors qu'il était au delà de la 650e place au début du mois de mai.
Il use de son classement protégé pour entrer dans les qualifications du tournoi de Wimbledon en juillet. Au premier tour qualificatif, il parvient à retourner la vapeur face au Tchèque Zdeněk Kolář (4-6, 6-3, 6-3), il doit affronter au second tour l'Italien Giuilio Zeppieri, tête de série numéro 28 des qualifications. Une nouvelle fois, Pouille perd la première manche, mais parvient à s'accrocher pour obtenir une place au 3e tour qualificatif du grand chelem londonien (6-7, 6-3, 6-3). Lors du dernier match des qualifications, Pouille abandonne contre le Tchèque Tomáš Macháč en raison d'une blessure au dos. Cette blessure l'empêche également de participer au Tournoi de Bastad ainsi qu'aux qualifications de l'US Open.
Pouille ne revient sur le terrain qu'au début du mois de Septembre pour disputer le Challenger de Rennes. Il affronte au premier tour son compatriote Constant Lestienne qu'il défait en trois manches (6-2, 3-6, 6-1), sa première victoire depuis juillet. Il bat au second tour un autre français, Titouan Droguet qui a récemment battu Lorenzo Musetti en deux manches sèches (6-4, 6-2) validant sa qualification en quart de finale du tournoi. Alors qu'il semblait favori face au qualifié Mattéo Martineau, Pouille touché aux abdominaux est contraint d'abandonner le match après seulement dix-sept minutes de jeu à deux jeux partout. Il s'agit de sa troisième blessure cette année.
Il est contraint d'annuler sa participation au Challenger de Saint-Tropez dans le Var ainsi qu'au Challenger d'Orléans.

### 2024: Troisième tour à Wimbledon, retour dans le top 150
Il commence l'année 2024 sur dur à Nonthaburi en Thaïlande, un challenger dont il passe les qualifications en dominant le taïwanais Tseng Chun-hsin (2-6, 2-6). Il remporte son premier match dans le tableau principal face au portugais Oliveira (6-3, 6-3). Il parvient par la suite à se qualifier pour la finale du tournoi, sa première sur le circuit challenger depuis 2021 sans perdre un set. Cependant, face au monégasque Valentin Vacherot, Pouille touché au dos est contraint d'abandonner. Il s'agit de sa troisième blessure en cinq mois. Elle l'oblige à annuler sa participation au deuxième Challenger de Nonthaburi, prévu la semaine suivante.
Il revient à la compétition un peu moins d'un mois plus tard, à Quimper où il bénéficie d'une Wild card. Il affronte au premier tour le tchèque Vit Kopriva. Il s'incline assez largement contre ce dernier (2-6, 4-6). Le 26 janvier, l'Open Sud de France de Montpellier annonce l'invitation de Pouille, ancien vainqueur de l'épreuve en 2018 dans le tableau principal. Il affronte au premier tour une autre wild card, son compatriote Harold Mayot, qui le bat en deux manches (4-6, 5-7). Il s'engage pour les qualifications de l'Open 13 de Marseille. Il retrouve Harold Mayot au premier tour des qualifications. Après avoir remporté la première manche, il profite de l'abandon de ce dernier (7-5, 3-3, ab.) mais s'incline face au belge David Goffin au second tour qualificatif (5-7, 3-6).
Il bénéficie d'une nouvelle invitation pour disputer l'Open de Pau au début du mois de février. Il parvient jusqu'en quarts de finale, en battant le néerlandais Gijs Brouwer (6-4, 7-63) et le syrien Hazem Naw (6-4, 6-3). Malgré tout il perd face au futur vainqueur du tournoi Otto Virtanen (65-7, 63-7). Il retrouve à la suite de ce parcours le top 300 du classement ATP. Il se voit offert, la semaine suivante, une nouvelle invitation cette fois pour disputer le Challenger de Lille. Il y bat au premier tour le sud-africain Lloyd Harris (7-64, 6-3) mais s'incline au deuxième tour contre son compatriote Arthur Rinderknech (7-68, 5-7, 4-6).
La semaine suivante il obtient une wild card pour les qualifications du tournoi d'Indian Wells, son premier Master 1000 depuis presque 2 ans. Il y écarte l'australien Rinky Hijikata (5-7, 6-1, 6-3) au premier tour qualificatif, il s'agit de sa première victoire contre un joueur membre du top 100 depuis 2 ans. Enfin, il parvient à battre à nouveau Harold Mayot (0-6, 6-4, 6-2). Il intègre le tableau principal du tournoi, son premier depuis Madrid en 2022. Il affronte au premier tour l'allemand Daniel Altmaier qu'il bat en deux manches (6-4, 6-3). Il s'incline contre le grec Stéfanos Tsitsipás au deuxième tour (3-6, 2-6).
Alors qu'il y était annoncé à la fin du mois de mars, Pouille décide de ne pas participer au Challenger de Naples, et à la place, il prend part aux qualifications de celui d'Estoril au Portugal. Il y écarte le local Frederico Ferreira Silva (7-5, 6-3) puis son compatriote Richard Gasquet (4-6, 6-3, 6-2) pour valider sa présence dans le tableau principal. Il affronte au premier tour un autre Portugais, Nuno Borges contre qui il s'incline malgré une balle de match en sa faveur (6-0 66-7, 3-6).
N'ayant encore aucun point à défendre avant juin, Pouille s'engage de nouveau sur le circuit Challenger à Mauthausen en Autriche. Il y atteint sa deuxième finale de l'année après avoir profité de l'abandon de la première tête de série, l'Argentin Francisco Comesaña (7-65, 3-1) dans le dernier carré. Il remporte le tournoi, son premier titre depuis le Challenger de Bordeaux de 2019. Cette victoire officialise son retour dans le top 200 mondial. Il est cependant éliminé dès le premier tour qualificatif à Roland-Garros par le Serbe Hamad Medjedović (3-6, 5-7).
Sa saison sur gazon commence directement aux qualifications du tournoi de Wimbledon. Il y étrille le local Jack Pinnington Jones (6-0, 6-3) puis défait l'ancien 35e mondial Jiří Veselý (7-66, 6-2) pour atteindre le troisième tour qualificatif comme l'an dernier. Il défie pour une place dans le tableau son compatriote Luca Van Assche qu'il domine en trois manches (7-64, 7-5, 6-2). Pouille retrouve le tableau principal de Wimbledon pour la première fois depuis 2021. Face au 55e mondial Laslo Djere, il s'impose en cinq manches et 2 heures 47 de jeu (3-6, 7-64, 4-6, 6-3, 6-1). C'est la première fois en 5 ans qu'il atteint le deuxième tour du tournoi. Face à l'Australien Thanasi Kokkinakis, il lâche la première manche avant de se libérer et de profiter de l'abandon de son adversaire (2-6, 7-5, 5-2 ab.) pour rallier le troisième tour. Touché aux abdominaux, il déclare lui-même forfait avant de jouer son troisième tour face au numéro 9 mondial Alex de Minaur. À la suite de ce parcours il fait son retour dans le top 150 du classement ATP.
De retour sur les cours en août, il passe par les qualifications de l'US Open qu'il dispute pour la première fois depuis 2021. Il bat le Portugais Jaime Faria (6-1, 6-4) puis le Français Harold Mayot au super tie-break (6-2, 1-6, 7-612) mais s'incline au dernier tour qualificatif face au Finlandais Otto Virtanen (62-7, 6-1, 6-3).
Trois semaines plus tard il reprend la compétition sur le circuit Challenger à Rennes où il bénéficie du statut de tête de série. Il écarte facilement ses compatriotes Calvin Hemery (6-3, 6-4) et Antoine Escoffier (6-3, 6-3) mais s'incline en quarts face à un autre Français, Constant Lestienne. Il enchaîne malgré tout avec une finale à Saint-Tropez qu'il perd face au Néerlandais Gjis Brouwer (4-6, 62-7) puis il remporte le Challenger de Mouilleron-le-Captif, ce qui lui permet de se rapprocher du top 100 mondial.

### 2025: Open d'Australie puis grave blessure
Il bénéficie en début d'année d'une wild-card pour participer à l'Open d'Australie, qu'il n'a pas joué depuis 2022, où il est défait au premier tour par le futur finaliste, Alexander Zverev.
En février, lors de la finale du Challenger de Lille, il est victime d'une rupture totale du tendon d'Achille au pied droit. Il évoque dans un premier temps le possible dernier match de sa carrière, avant d'espérer un retour en 2026.
Après Roland Garros, il entraîne  Arthur Rinderknech durant la saison sur gazon et sur dur.

## Palmarès
Lucas Pouille a remporté le challenger de Bordeaux en 2019 et ceux de Mauthausen et Mouilleron-le-Captif en 2024.

### Titres en simple messieurs
| No | Date       | Nom et lieu du tournoi           | Catégorie | Dotation    | Surface      | Finaliste          | Score          |          |
| -- | ---------- | -------------------------------- | --------- | ----------- | ------------ | ------------------ | -------------- | -------- |
| 1  | 19-09-2016 | Moselle Open, Metz               | ATP 250   | 463 520 €   | Dur (int.)   | Dominic Thiem      | 7-65, 6-2      | Parcours |
| 2  | 24-04-2017 | Gazprom Hungarian Open, Budapest | ATP 250   | 482 060 €   | Terre (ext.) | Aljaž Bedene       | 6-3, 6-1       | Parcours |
| 3  | 12-06-2017 | MercedesCup, Stuttgart           | ATP 250   | 630 785 €   | Gazon (ext.) | Feliciano López    | 4-6, 7-65, 6-4 | Parcours |
| 4  | 23-10-2017 | Erste Bank Open, Vienne          | ATP 500   | 2 035 415 € | Dur (int.)   | Jo-Wilfried Tsonga | 6-1, 6-4       | Parcours |
| 5  | 05-02-2018 | Open Sud de France, Montpellier  | ATP 250   | 501 345 €   | Dur (int.)   | Richard Gasquet    | 7-62, 6-4      | Parcours |

### Finales en simple messieurs
| No | Date       | Nom et lieu du tournoi                      | Catégorie | Dotation    | Surface      | Vainqueur             | Score         |          |
| -- | ---------- | ------------------------------------------- | --------- | ----------- | ------------ | --------------------- | ------------- | -------- |
| 1  | 18-04-2016 | BRD Nastase Tiriac Trophy, Bucarest         | ATP 250   | 463 520 €   | Terre (ext.) | Fernando Verdasco     | 6-3, 6-2      | Parcours |
| 2  | 20-02-2017 | Open 13 Provence, Marseille                 | ATP 250   | 620 660 €   | Dur (int.)   | Jo-Wilfried Tsonga    | 6-4, 6-4      | Parcours |
| 3  | 19-02-2018 | Open 13 Provence, Marseille                 | ATP 250   | 645 485 €   | Dur (int.)   | Karen Khachanov       | 7-5, 3-6, 7-5 | Parcours |
| 4  | 26-02-2018 | Dubai Duty Free Tennis Championships, Dubaï | ATP 500   | 2 623 485 $ | Dur (ext.)   | Roberto Bautista-Agut | 6-3, 6-4      | Parcours |

## Parcours dans les tournois duGrand Chelem

### En simple
| Année | Open d'Australie | Open d'Australie | Internationaux de France | Internationaux de France | Wimbledon       | Wimbledon         | US Open         | US Open          |
| ----- | ---------------- | ---------------- | ------------------------ | ------------------------ | --------------- | ----------------- | --------------- | ---------------- |
| 2013  | Q2               | Ruben Bemelmans  | 2e tour (1/32)           | Grigor Dimitrov          | —               | —                 | Q2              | Peter Gojowczyk  |
| 2014  | 1er tour (1/64)  | Dušan Lajović    | 1er tour (1/64)          | Juan Mónaco              | Q1              | Grégoire Burquier | —               | —                |
| 2015  | 1er tour (1/64)  | Gaël Monfils     | 1er tour (1/64)          | Gilles Simon             | 1er tour (1/64) | Kevin Anderson    | 1er tour (1/64) | Evgeny Donskoy   |
| 2016  | 1er tour (1/64)  | Milos Raonic     | 2e tour (1/32)           | Andrej Martin            | 1/4 de finale   | Tomáš Berdych     | 1/4 de finale   | Gaël Monfils     |
| 2017  | 1er tour (1/64)  | Alexander Bublik | 3e tour (1/16)           | A. Ramos-Viñolas         | 2e tour (1/32)  | Jerzy Janowicz    | 1/8 de finale   | D. Schwartzman   |
| 2018  | 1er tour (1/64)  | Ruben Bemelmans  | 3e tour (1/16)           | K. Khachanov             | 2e tour (1/32)  | Dennis Novak      | 3e tour (1/16)  | João Sousa       |
| 2019  | 1/2 finale       | Novak Djokovic   | 2e tour (1/32)           | Martin Kližan            | 3e tour (1/16)  | Roger Federer     | 2e tour (1/32)  | Daniel Evans     |
|       |                  |                  |                          |                          |                 |                   |                 |                  |
| 2021  | —                | —                | 1er tour (1/64)          | Pablo Cuevas             | 1er tour (1/64) | Cameron Norrie    | 1er tour (1/64) | A. Ramos-Viñolas |
| 2022  | 1er tour (1/64)  | Corentin Moutet  | 1er tour (1/64)          | Zdeněk Kolář             | —               | —                 | —               | —                |
| 2023  | —                | —                | 2e tour (1/32)           | Cameron Norrie           | Q3              | Tomáš Macháč      | —               | —                |
| 2024  | —                | —                | Q1                       | Hamad Medjedovic         | 3e tour (1/16)  | Forfait           | Q3              | Otto Virtanen    |
| 2025  | 1er tour (1/64)  | Alexander Zverev | —                        | —                        | —               | —                 | —               | —                |

N.B. : à droite du résultat se trouve le nom de l'ultime adversaire.

### En double messieurs
| Année | Open d'Australie                                                                   | Open d'Australie                                                                           | Internationaux de France                                                                    | Internationaux de France                                                              | Wimbledon                                                                              | Wimbledon | US Open | US Open |
| ----- | ---------------------------------------------------------------------------------- | ------------------------------------------------------------------------------------------ | ------------------------------------------------------------------------------------------- | ------------------------------------------------------------------------------------- | -------------------------------------------------------------------------------------- | --------- | ------- | ------- |
| 2013  | —                                                                                  | —                                                                                          | 1er tour (1/32) P.-H. Mathieu \|\| style="text-align:left;" \| Andreas Seppi Viktor Troicki | —                                                                                     | —                                                                                      | —         | —       |         |
|       |                                                                                    |                                                                                            |                                                                                             |                                                                                       |                                                                                        |           |         |         |
| 2015  | —                                                                                  | —                                                                                          | 2e tour (1/16) T. Kokkinakis \|\| style="text-align:left;" \| Bob Bryan Mike Bryan          | 1er tour (1/32) A. Mannarino \|\| style="text-align:left;" \| Łukasz Kubot Max Mirnyi | 2e tour (1/16) S. Stakhovsky \|\| style="text-align:left;" \| M. Granollers Marc López |           |         |         |
| 2016  | 1/2 finale A. Mannarino \|\| style="text-align:left;" \| Jamie Murray Bruno Soares | 1er tour (1/32) A. Mannarino \|\| style="text-align:left;" \| Oliver Marach Fabrice Martin | 1er tour (1/32) A. Mannarino \|\| style="text-align:left;" \| P.-H. Herbert Nicolas Mahut   | —                                                                                     | —                                                                                      |           |         |         |
|       |                                                                                    |                                                                                            |                                                                                             |                                                                                       |                                                                                        |           |         |         |
| 2021  | —                                                                                  | —                                                                                          | 1er tour (1/32) M. Bourgue \|\| style="text-align:left;" \| Raven Klaasen Ben McLachlan     | —                                                                                     | —                                                                                      | —         | —       |         |
|       |                                                                                    |                                                                                            |                                                                                             |                                                                                       |                                                                                        |           |         |         |
| 2023  | —                                                                                  | —                                                                                          | 1er tour (1/32) R. Gasquet \|\| style="text-align:left;" \| Hugo Nys J. Zieliński           | —                                                                                     | —                                                                                      | —         | —       |         |
| 2024  | —                                                                                  | —                                                                                          | 1/8 de finale G. Barrère \|\| style="text-align:left;" \| Rajeev Ram J. Salisbury           | —                                                                                     | —                                                                                      | —         | —       |         |

N.B. : le nom du partenaire se trouve sous le résultat ; le nom des ultimes adversaires se trouve à droite.

## Parcours dans lesMasters 1000
| Année | Indian Wells         | Miami                  | Monte-Carlo                 | Madrid                 | Rome                   | Canada                | Cincinnati                | Shanghai                | Paris                    |
| ----- | -------------------- | ---------------------- | --------------------------- | ---------------------- | ---------------------- | --------------------- | ------------------------- | ----------------------- | ------------------------ |
| 2014  | —                    | —                      | —                           | —                      | —                      | —                     | —                         | —                       | 1/8 de finale R. Federer |
| 2015  | —                    | —                      | 2e tour R. Nadal            | —                      | —                      | —                     | —                         | —                       | 1er tour J. Chardy       |
| 2016  | 1er tour Borna Ćorić | 1/8 de finale G. Simon | 1/8 de finale J.-W. Tsonga  | 2e tour Sam Querrey    | 1/2 finale A. Murray   | 2e tour Rajeev Ram    | 1er tour N. Kyrgios       | 1/8 de finale A. Murray | 1/8 de finale A. Murray  |
| 2017  | 3e tour D. Young     | 2e tour D. Young       | 1/2 finale A. Ramos         | 1er tour P.-H. Herbert | 1er tour Sam Querrey   | 1er tour J. Donaldson | —                         | 2e tour F. Fognini      | 1/8 de finale Jack Sock  |
| 2018  | 2e tour Y. Bhambri   | —                      | 2e tour M. Zverev           | 1er tour Benoît Paire  | 2e tour Kyle Edmund    | 1er tour F. Auger     | 2e tour L. Mayer          | —                       | 1er tour G. Simon        |
| 2019  | 2e tour H. Hurkacz   | 2e tour A. Ramos       | 1er tour S. Wawrinka        | 2e tour H. Hurkacz     | 1er tour M. Berrettini | 1er tour Milos Raonic | 1/4 de finale N. Djokovic | 2e tour John Isner      | —                        |
|       |                      |                        |                             |                        |                        |                       |                           |                         |                          |
| 2021  | —                    | —                      | 1/8 de finale A. Davidovich | —                      | —                      | —                     | —                         | n.o.                    | —                        |
| 2022  | —                    | —                      | —                           | 2e tour S. Tsitsipás   | —                      | —                     | —                         | n.o.                    | —                        |
|       |                      |                        |                             |                        |                        |                       |                           |                         |                          |
| 2024  | 2e tour S. Tsitsipás | —                      | —                           | —                      | —                      | —                     | —                         | —                       | —                        |

N.B. : sous le résultat se trouve le nom de l’ultime adversaire.

## Parcours enCoupe Davis
| #                                                                       | Date          | Lieu              | Surface      | Gagnant(s)    | Perdant(s)            | Score                    |          |  |  |  |  |
|                                                                         |               |                   |              |               |                       |                          |          |  |  |  |  |
| 2016 - 1/4 de finale (groupe mondial) - République tchèque - France 1:3 |               |                   |              |               |                       |                          |          |  |  |  |  |
| 1                                                                       | 15-17/07/2016 | Třinec            | Dur (int.)   | Lucas Pouille | Jiří Veselý           | 7-62, 6-4, 7-5           | Parcours |  |  |  |  |
|                                                                         |               |                   |              |               |                       |                          |          |  |  |  |  |
| 2016 - 1/2 finale (groupe mondial) - Croatie - France 3:2               |               |                   |              |               |                       |                          |          |  |  |  |  |
| 2                                                                       | 16-18/09/2016 | Zadar             | Dur (int.)   | Marin Čilić   | Lucas Pouille         | 6-1, 7-64, 2-6, 6-2      | Parcours |  |  |  |  |
| 2                                                                       | 16-18/09/2016 | Zadar             | Dur (int.)   | Lucas Pouille | Marin Draganja        | 6-4, 6-4                 | Parcours |  |  |  |  |
|                                                                         |               |                   |              |               |                       |                          |          |  |  |  |  |
| 2017 - 1/4 de finale (groupe mondial) - France - Grande-Bretagne 4:1    |               |                   |              |               |                       |                          |          |  |  |  |  |
| 3                                                                       | 07-09/04/2017 | Rouen             | Terre (int.) | Lucas Pouille | Kyle Edmund           | 7-5, 7-66, 6-3           | Parcours |  |  |  |  |
| 3                                                                       | 07-09/04/2017 | Rouen             | Terre (int.) |               |                       |                          |          |  |  |  |  |
| 2017 - 1/2 finale (groupe mondial) - France - Serbie 3:1                |               |                   |              |               |                       |                          |          |  |  |  |  |
| 4                                                                       | 15-17/09/2017 | Villeneuve-d'Ascq | Terre (ext.) | Dušan Lajović | Lucas Pouille         | 6-1, 3-6, 7-67, 7-65     | Parcours |  |  |  |  |
|                                                                         |               |                   |              |               |                       |                          |          |  |  |  |  |
| 2017 - Finale (groupe mondial) - France - Belgique 3:2                  |               |                   |              |               |                       |                          |          |  |  |  |  |
| 5                                                                       | 24-26/11/2017 | Villeneuve-d'Ascq | Dur (int.)   | David Goffin  | Lucas Pouille         | 7-5, 6-3, 6-1            | Parcours |  |  |  |  |
| 5                                                                       | 24-26/11/2017 | Villeneuve-d'Ascq | Dur (int.)   | Lucas Pouille | Steve Darcis          | 6-3, 6-1, 6-0            | Parcours |  |  |  |  |
|                                                                         |               |                   |              |               |                       |                          |          |  |  |  |  |
| 2018 - 1/4 de finale (groupe mondial) - Italie - France 1:3             |               |                   |              |               |                       |                          |          |  |  |  |  |
| 6                                                                       | 06-08/04/2018 | Gênes             | Terre (ext.) | Lucas Pouille | Andreas Seppi         | 6-3, 6-2, 4-6, 3-6, 6-1  | Parcours |  |  |  |  |
| 6                                                                       | 06-08/04/2018 | Gênes             | Terre (ext.) | Lucas Pouille | Fabio Fognini         | 2-6, 6-1, 7-63, 6-3      | Parcours |  |  |  |  |
|                                                                         |               |                   |              |               |                       |                          |          |  |  |  |  |
| 2018 - 1/2 finale (groupe mondial) - France - Espagne 3:2               |               |                   |              |               |                       |                          |          |  |  |  |  |
| 7                                                                       | 14-16/09/2018 | Villeneuve-d'Ascq | Dur (int.)   | Lucas Pouille | Roberto Bautista-Agut | 3-6, 7-65, 6-4, 2-6, 6-4 | Parcours |  |  |  |  |
|                                                                         |               |                   |              |               |                       |                          |          |  |  |  |  |
| 2018 - Finale (groupe mondial) - France - Croatie 1:3                   |               |                   |              |               |                       |                          |          |  |  |  |  |
| 8                                                                       | 23-25/11/2018 | Villeneuve-d'Ascq | Terre (int.) | Marin Čilić   | Lucas Pouille         | 7-63, 6-3, 6-3           | Parcours |  |  |  |  |

## Confrontations avec ses principaux adversaires
Confrontations lors des différents tournois ATP et en Coupe Davis avec ses principaux adversaires (5 confrontations minimum et avoir été membre du top 10). Classement par pourcentage de victoires. Situation au 9 novembre 2020 :
| Joueur                | Meilleur classement | Confrontations | Victoires | Défaites | Pourcentage de victoires | Dernière confrontation                                    |
| --------------------- | ------------------- | -------------- | --------- | -------- | ------------------------ | --------------------------------------------------------- |
| Andy Murray           | 1                   | 5              | 1         | 4        | 20                       | victoire (6-1, 1-6, 6-4) au Masters de Cincinnati 2018    |
| Milos Raonic          | 3                   | 5              | 1         | 4        | 20                       | défaite (4-6, 4-6) au Masters du Canada 2019              |
| Jo-Wilfried Tsonga    | 5                   | 5              | 2         | 3        | 40                       | défaite (66-7, 64-7) au tournoi de Metz 2019              |
| Roberto Bautista-Agut | 9                   | 5              | 2         | 3        | 40                       | victoire (3-6, 7-65, 6-4, 2-6, 6-4) à la Coupe Davis 2018 |
| Daniil Medvedev       | 1                   | 5              | 4         | 1        | 80                       | défaite (69-7, 7-65, 4-6) au tournoi du Queen's 2019      |
| Richard Gasquet       | 7                   | 6              | 5         | 1        | 83                       | victoire (6-1, 6-4, 7-64) au tournoi de Wimbledon 2019    |

## Victoires sur le top 10
Toutes ses victoires sur des joueurs classés dans le top 10 de l'ATP lors de la rencontre.
| Légende      |
| Grand Chelem |
| Masters 1000 |
| ATP 500      |
| ATP 250      |
| Coupe Davis  |

| # | L.P.  | Tournoi     | Année | Surface      | Adversaire      | Rang  | Tour   | Score                    |
| - | ----- | ----------- | ----- | ------------ | --------------- | ----- | ------ | ------------------------ |
| 1 | no 88 | Miami       | 2016  | Dur          | David Ferrer    | no 8  | 1/16   | 61-7, 7-64, 7-5          |
| 2 | no 82 | Monte-Carlo | 2016  | Terre battue | Richard Gasquet | no 10 | 1/16   | 4-6, 7-5, 6-1            |
| 3 | no 52 | Rome        | 2016  | Terre battue | David Ferrer    | no 9  | 1/8    | 6-4, 6-1                 |
| 4 | no 25 | US Open     | 2016  | Dur          | Rafael Nadal    | no 5  | 1/8    | 6-1, 2-6, 6-4, 3-6, 7-66 |
| 5 | no 18 | Metz        | 2016  | Dur (int.)   | Dominic Thiem   | no 10 | Finale | 7-65, 6-2                |
| 6 | no 31 | Cincinnati  | 2019  | Dur          | Karen Khachanov | no 9  | 1/8    | 63-7, 6-4, 6-2           |

## Classements ATP en fin de saison
| Année          | 2011 | 2012 | 2013 | 2014 | 2015 | 2016 | 2017 | 2018 | 2019 | 2020 | 2021 | 2022 | 2023 | 2024 |
| Rang en simple | 1627 | 494  | 192  | 133  | 78   | 15   | 18   | 32   | 22   | 70   | 155  | 388  | 330  | 103  |
| Rang en double | –    | 1169 | –    | 810  | 266  | 88   | 160  | 216  | 213  | 227  | 495  | 627  | 853  | –    |

Source : (en) Classements de Lucas Pouille sur le site officiel de la Fédération internationale de tennis